# Adelaide de Monferrato
Adelaide de Monferrato (em italiano:  Alasia; Monferrato, 1150 – Saluzzo, 1232) foi uma nobre e mecenas italiana. Ela foi marquesa de Saluzzo pelo seu casamento com Manfredo II. Após a morte do marido e filho, agiu como regente do neto, Manfredo III, de 1215 a 1218.

## Família
Adelaide foi uma das filhas do marquês Guilherme V de Monferrato e de Judite de Babemberga. 
Os seus avós paternos eram Rainério I de Monferrato e Gisela da Borgonha. Os seus avós maternos eram Leopoldo III da Áustria e Inês de Waiblingen, filha do imperador Henrique IV Henrique IV do Sacro Império Romano-Germânico e de sua primeira esposa, Berta de Saboia.
Ela teve vários irmãos, entre eles: Bonifácio I, um líder da Quarta Cruzada e primeiro rei de Salonica; Frederico, bispo de Alba; Rainério, marido da princesa bizantina, Maria Comnena; Inês, esposa de Guido III Guidi, conde de Modigliana; Conrado, consorte da rainha Isabel I de Jerusalém, etc.

## Biografia
Adelaide se casou com o marquês Manfredo II, filho de Manfredo I de Saluzzo e de Leonor ou Helena de Lacon-Serra, antes de 1173. Em 1182, a marquesa recebeu terras em Saluzzo, Racconigi, Villa, Centallo e Quaranta, para que ela tivesse apoio, caso o casamento dela (assim como o da irmã Inês) fosse anulado por motivo de infertilidade.
Assim como o irmão Bonifácio, Adelaide era uma mecenas de trovadores. Ela é mencionada numa canção de Pere Vidal, Estat ai gran sazo:
Dieus sal l'onrat marques
E sa bella seror...
(Deus salve o honrado marquês
e sua bela irmã)
Ela também recebeu a dedicação de outra obra de Vidal, Bon' aventura don Dieus als Pizas.
Por volta de 1192, ela construiu a Igreja de São Lourenço, a qual foi concedida aos cônegos de São Lourenço, em Oulx; O filho primogênito do casal, Bonifácio, assim nomeado em homenagem ao tio, é mencionado pela primeira vez na doação. Em 1212, contudo, Bonifácio veio a falecer, e, alguns anos mais tarde, em fevereiro de 1215, ela perdeu o marido. Assim, Adelaide se tornou regente do neto, Manfredo III.
Em 1216, a marquesa fez um tratado com Tomás I de Saboia para um casamento entre o filho dele, Amadeu IV e a filha dela, Inês. No entanto, o casamento nunca aconteceu, provavelmente por motivos de consanguinidade, pois Adelaide era prima de primeiro grau do pai de Tomás. Por sua vez, Inês acabou se tornando freira no Convento de Santa Maria della Stella, em Rifreddo, parte da Ordem de Cister.
Em 1217 e 1218, confederou-se posteriormente com Alba e com o bispo de Asti, numa astuta política de amizade com os estados vizinhos, com os eclesiásticos e com os senhores feudais sujeitos ao marquesado, aos quais garantiu relativa tranquilidade no delicado período da regência. 
Quando o neto atingiu a maioridade em 1218, Adelaide voltou a se concentrar em patrocinar igrejas. Em 1224, ela dotou o convento de Rifreddo com a renda da Igreja de São Hilário. Em 1226, ela instruiu o seu procurador,, Bonifacio Daugniolo, a fazer com que o abade Oddone, do mosteiro de Casanova, tomasse posse de certas terras. Em 1227, ela fez mais doações para os cônegos de Oulx.
Adelaide faleceu no ao de 1232, e foi enterrada na Abadia de Santa Maria de Staffarda, construída pela filha Inês.